# Nycticebus pygmaeus
Nycticebus pygmaeus är en däggdjursart som beskrevs av Bonhote 1907. Nycticebus pygmaeus ingår i släktet tröglorier, och familjen lorier (primater). IUCN kategoriserar arten globalt som sårbar. Inga underarter finns listade i Catalogue of Life.

## Utseende
Arten når en kroppslängd av 15 till 25 cm och svansen finns bara rudimentärt. Individerna väger 120 till 500 g och hanar är vanligen större än honor. Pälsen har på ovansidan en ljusbrun till rödbrun färg medan undersidan är ljusgrå till vit. Ofta förekommer en mörkare strimma på ryggens mitt. Mörka ringar kring ögonen samt en vit strimma på näsan bildar en ansiktsmask. Kroppens hår får under den kalla årstiden silvervita spetsar. Denna vinterpäls är ett kamouflage när buskar och träd saknar blad.
Pekfingret är förminskad och vid andra tån av bakfötterna finns en klo för att vårda pälsen. Alla andra tår bär naglar. Vid artens armbåge finns en svettkörtel som producerar ett giftigt ämne. Individer som känner sig hotade slickar vätskan innan de biter. Människor som blev biten fick en chock.

## Utbredning och habitat
Denna primat förekommer i Sydostasien i Vietnam, Laos och Kambodja och kanske i angränsande delar av Kina. Arten vistas i låglandet och i låga bergstrakter upp till 1500 meter över havet. Habitatet utgörs av olika slags skogar och andra områden med träd eller tät växtlighet, till exempel bamboo.

## Ekologi
Individerna är aktiva på natten och letar ensam efter föda. De äter växtdelar som frukter och jagar mindre djur som insekter, ödlor och fågelungar. En studie från 1998 utförd av Ratajszczak et al. tyder på att ungarna föds under kallare årstider.
Nycticebus pygmaeus är mera rörlig än de andra arterna i släktet tröglorier. Vid matbrist kan de falla längre tider i ett stelt tillstånd (torpor). Reviret av en hane överlappar med reviren av flera honor. Hanen markerar sitt revir med urin och andra doftmärken. En hane som sätter många doftmärken anses av honorna som frisk och den får oftare tillfälle att para sig.
Mellan två kullar ligger 12 till 18 månader. Parningen sker mellan juli och oktober och efter cirka 6 månader dräktighet föds under vintern ett eller två ungar. De har vid födelsen päls och öppna ögon. Ungarna klamrar sig i början fast i moderns päls vid buken. Efter en tid lämnas de på en gren i området där modern letar efter föda. Ungarna diar sin mor cirka 4,5 månader och i sällsynta fall upp till 8 månader. Könsmognaden infaller för honor efter ungefär 9 månader och för hanar efter 18 till 20 månader.
Individer som hölls i djurparker hade upp till 14 år parningsförmåga och deras livslängd gick upp till 20 år.

## Bildgalleri

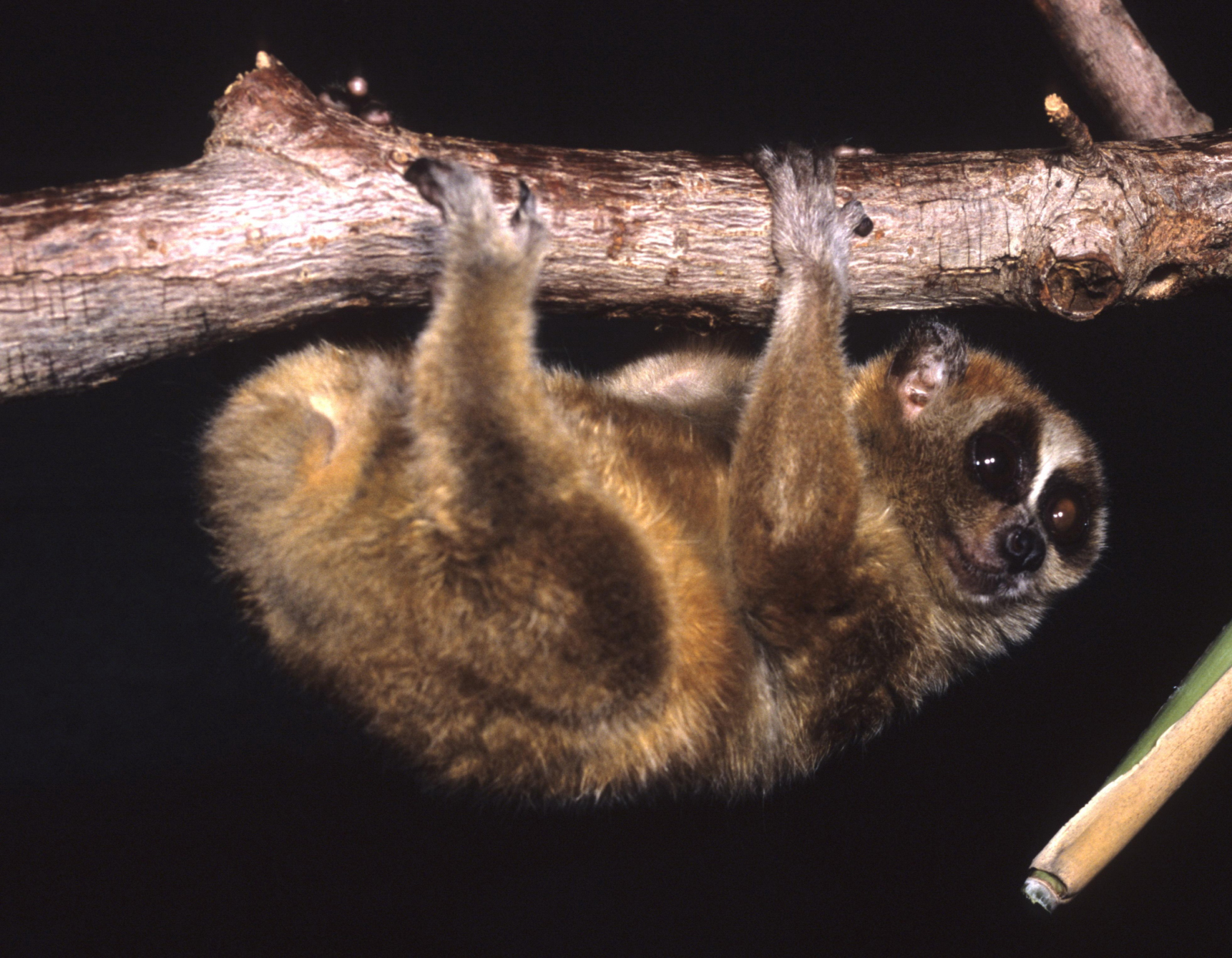
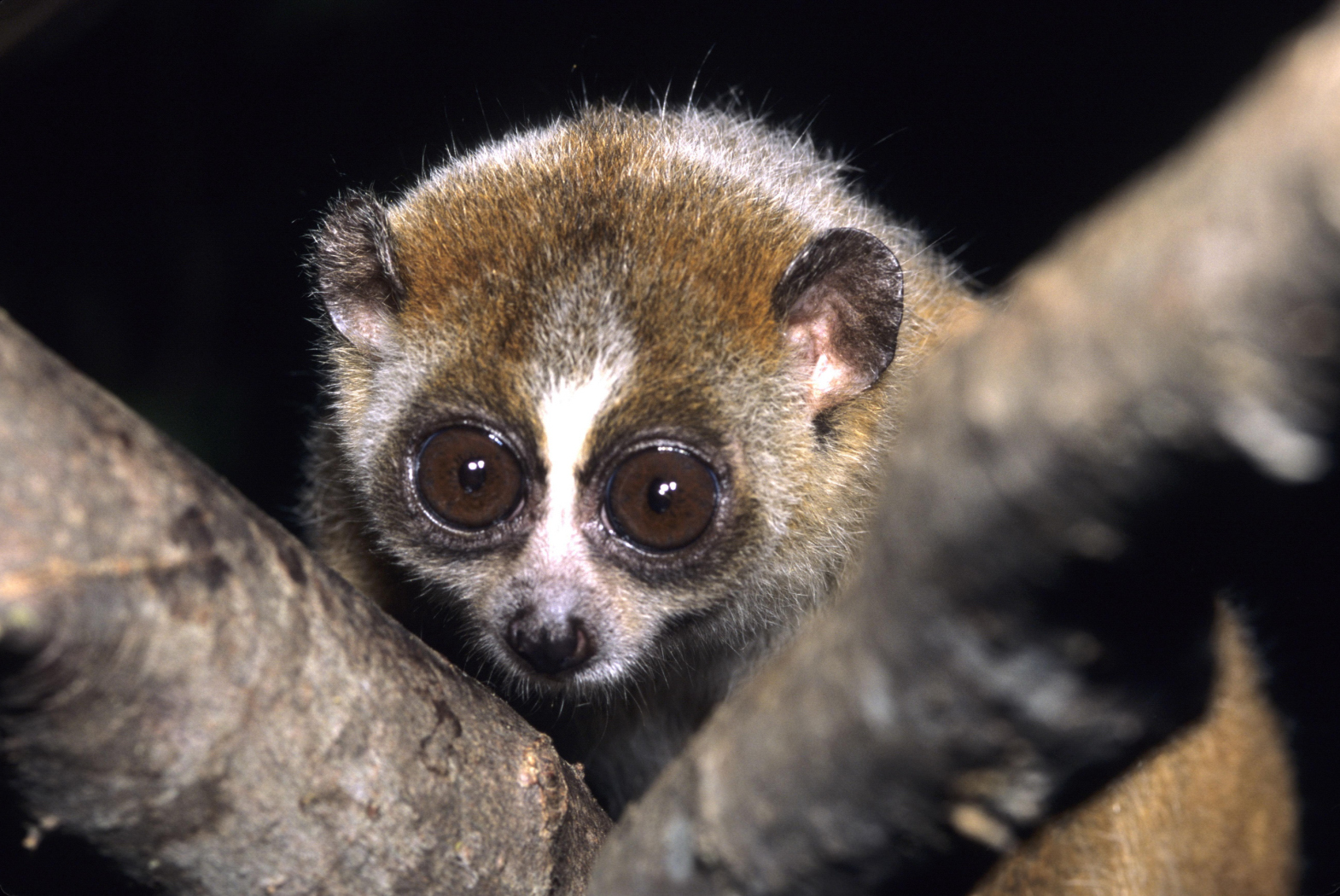
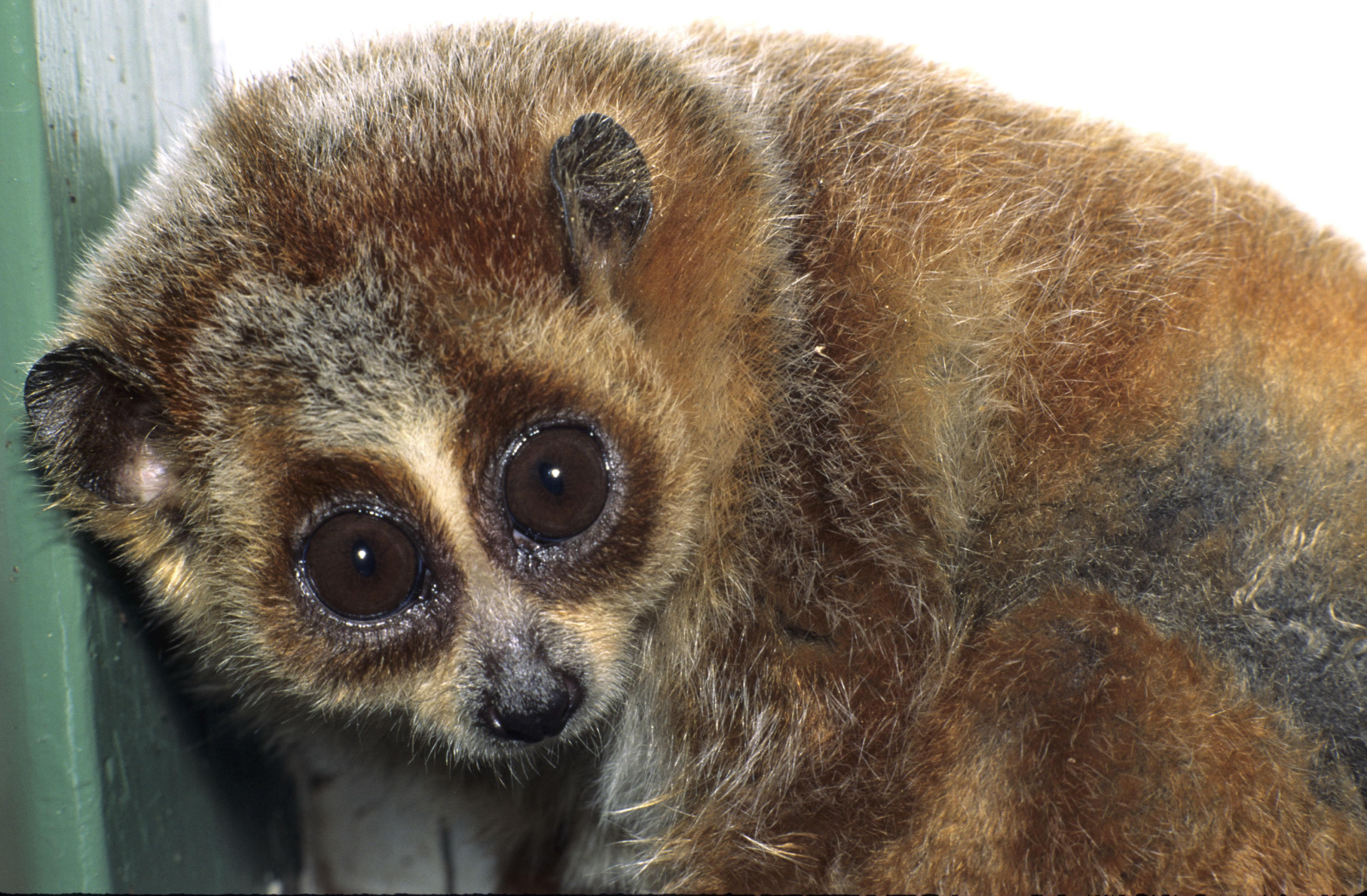
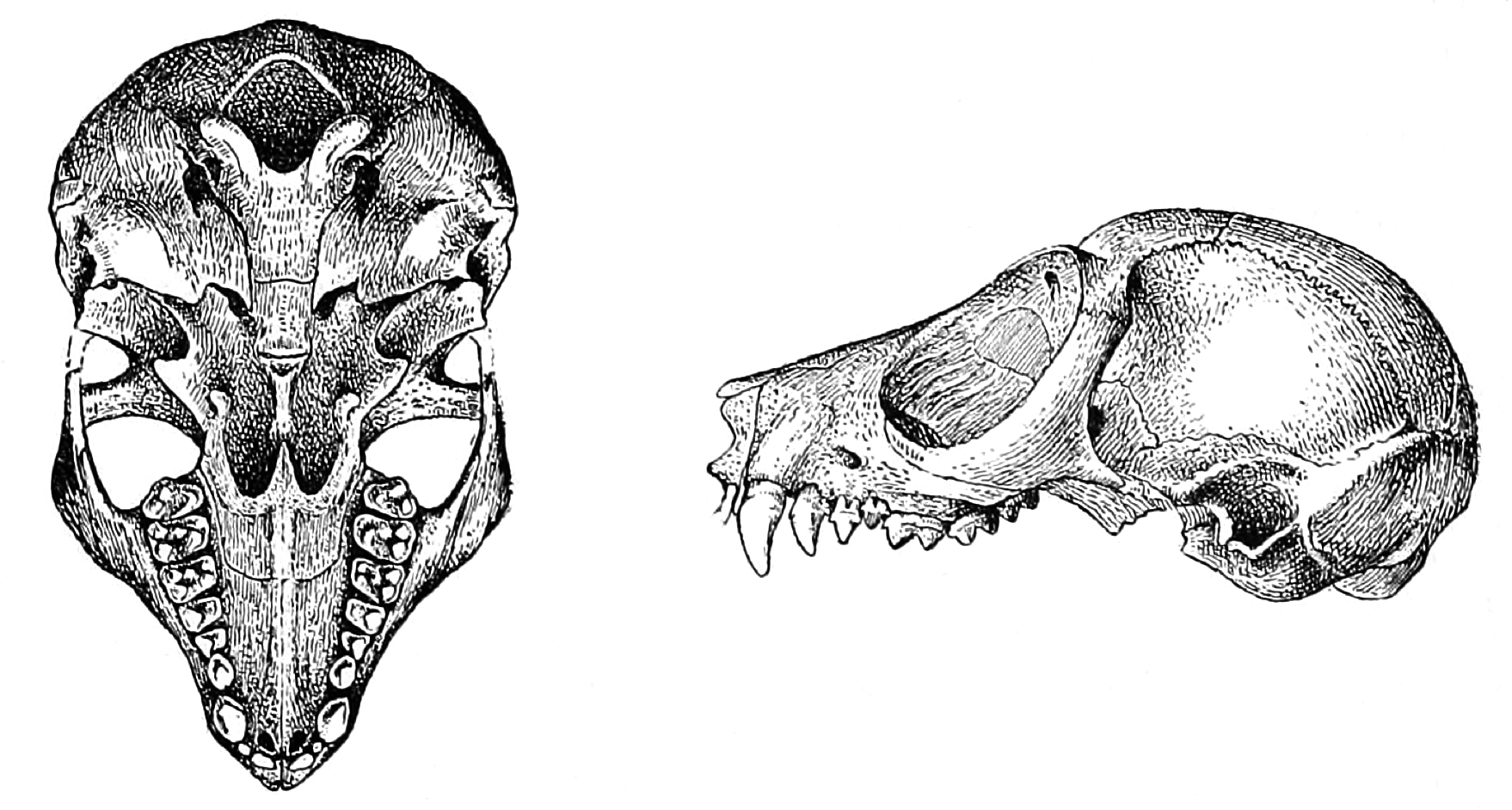
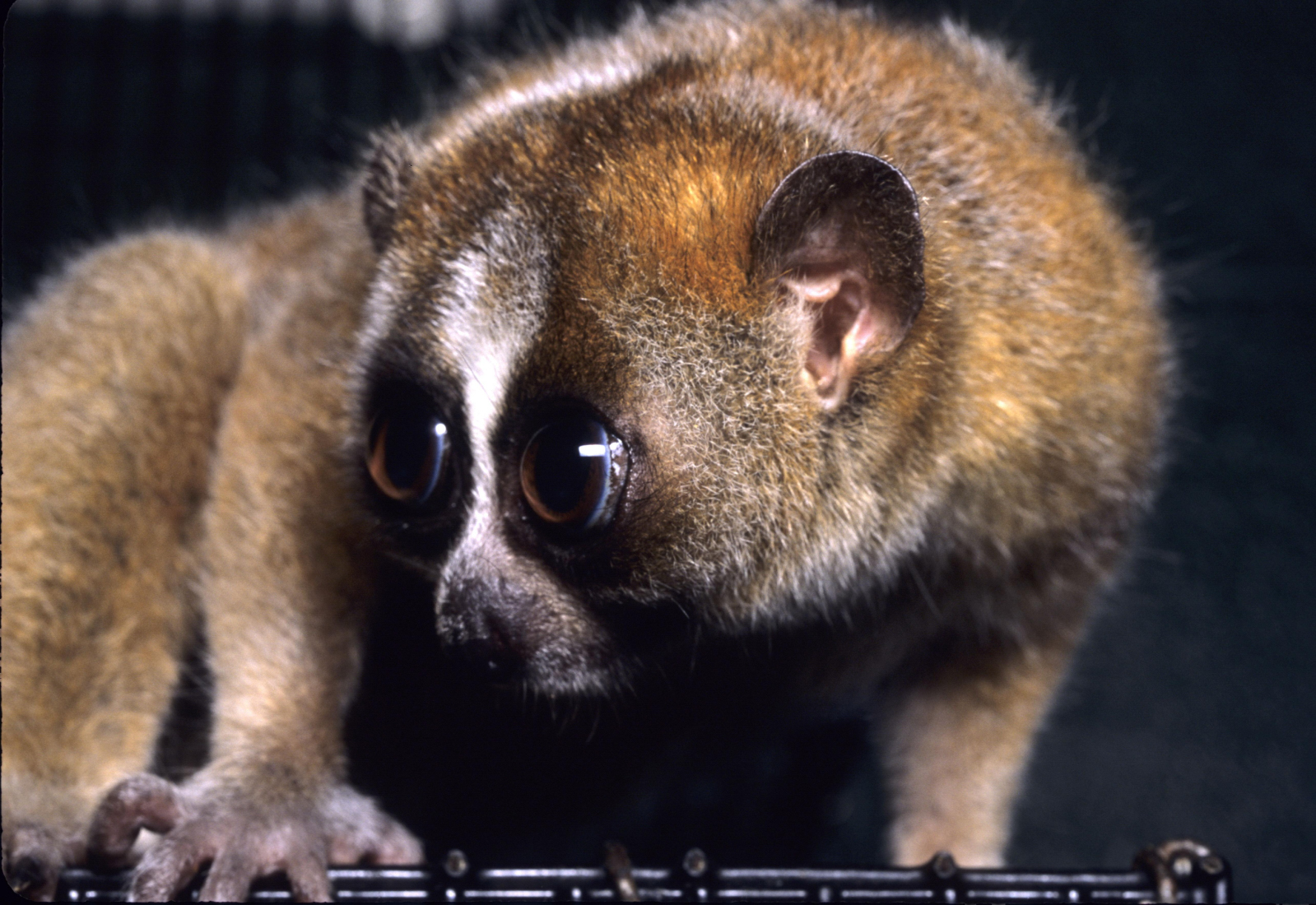
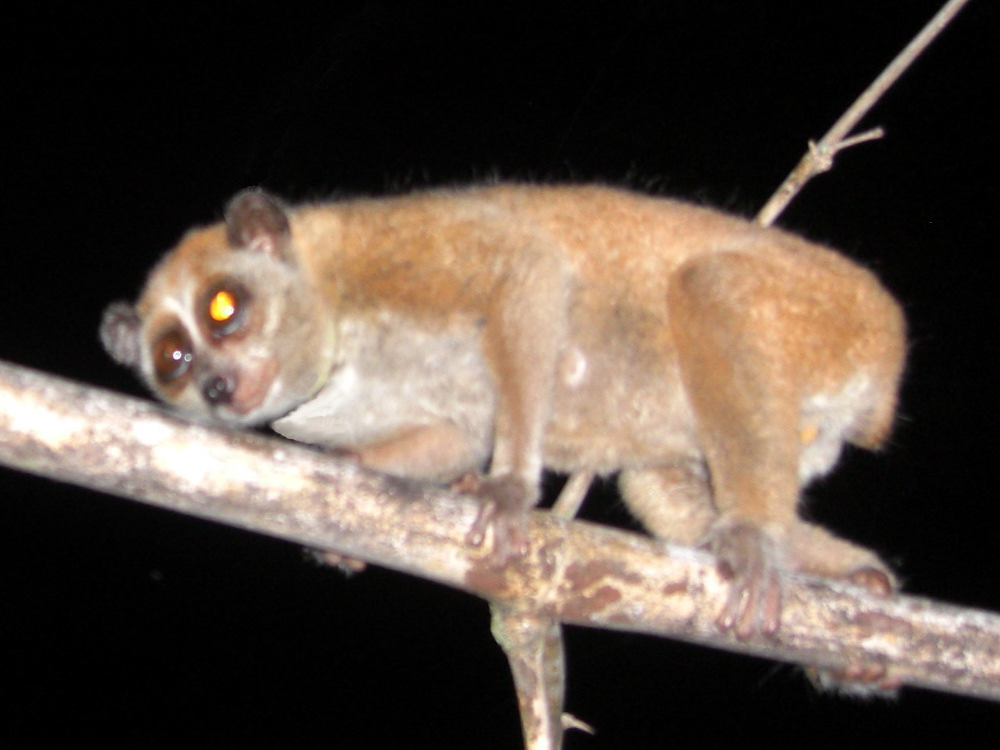